# Nyírábrány
Nyírábrány é uma vila da Hungria, situada no condado de Hajdú-Bihar. Tem 55,59 km² de área e sua população em 2019 foi estimada em 3.777 habitantes.